# Марсовы ворота
Марсовы ворота (фр. Porte de Mars) — древнеримская триумфальная арка, датирующаяся III веком новой эры, находящаяся на территории города Реймс (северо-восток Франции). Названа в честь римского бога войны Марса, храм которого находился неподалёку. Марсовы ворота представляют собой триумфальную арку, состоящую из трёх пролётов, шириной около 32 метров и высотой 13 метров.
Использовались как городские ворота до 1544 года. В 1817 году здания, окружавшие их, были снесены, благодаря чему на арку открылся прекрасный вид.